# Halowe Mistrzostwa Europy w Lekkoatletyce 1982 – bieg na 60 m przez płotki kobiet
Bieg na 60 metrów przez płotki kobiet – jedna z konkurencji biegowych rozgrywanych podczas halowych lekkoatletycznych mistrzostw Europy w Palasport di San Siro w Mediolanie. Eliminacje, półfinały i bieg finałowy zostały rozegrane 6 marca 1982. Zwyciężyła reprezentantka Niemieckiej Republiki Demokratycznej Kerstin Knabe. Tytułu zdobytego na poprzednich mistrzostwach nie broniła Zofia Bielczyk z Polski.

## Rezultaty

### Eliminacje
Rozegrano 3 biegi eliminacyjne, do których przystąpiło 15 biegaczek. Awans do półfinału dawało zajęcie jednego z pierwszych trzech miejsc w swoim biegu (Q). Skład półfinałów uzupełniły trzy zawodniczki z najlepszym czasem wśród przegranych (q).
Opracowano na podstawie materiału źródłowego.
Bieg 1
| Miejsce | Zawodniczka          | Czas | Uwagi |
| ------- | -------------------- | ---- | ----- |
| 1       | Kerstin Knabe        | 8,09 | Q     |
| 2       | Jelena Bisierowa     | 8,11 | Q     |
| 3       | Marie-Noëlle Savigny | 8,23 | Q     |
| 4       | Xénia Siska          | 8,23 | q     |
| 5       | Petra Prenner        | 8,65 |       |

Bieg 2
| Miejsce | Zawodniczka      | Czas | Uwagi |
| ------- | ---------------- | ---- | ----- |
| 1       | Bettine Gärtz    | 8,14 | Q     |
| 2       | Marija Mierczuk  | 8,15 | Q     |
| 3       | Grażyna Rabsztyn | 8,16 | Q     |
| 4       | Laurence Monclar | 8,24 |       |
| 5       | Laura Rosati     | 8,50 |       |

Bieg 3
| Miejsce | Zawodniczka        | Czas | Uwagi |
| ------- | ------------------ | ---- | ----- |
| 1       | Jordanka Donkowa   | 8,11 | Q     |
| 2       | Natalja Pietrowa   | 8,14 | Q     |
| 3       | Sabine Everts      | 8,18 | Q     |
| 4       | Lucyna Langer      | 8,20 | q     |
| 5       | Michèle Chardonnet | 8,24 | q     |

### Półfinały
Rozegrano 2 biegi półfinałowe, w których wystartowało 12 biegaczek. Awans do finału dawało zajęcie jednego z trzech pierwszych miejsc w swoim biegu (Q).
Opracowano na podstawie materiału źródłowego.
Bieg 1
| Miejsce | Zawodniczka          | Czas | Uwagi |
| ------- | -------------------- | ---- | ----- |
| 1       | Kerstin Knabe        | 8,01 | Q     |
| 2       | Jordanka Donkowa     | 8,07 | Q     |
| 3       | Natalja Pietrowa     | 8,09 | Q     |
| 4       | Lucyna Langer        | 8,13 |       |
| 5       | Marie-Noëlle Savigny | 8,15 |       |
| 6       | Sabine Everts        | 8,18 |       |

Bieg 2
| Miejsce | Zawodniczka        | Czas | Uwagi |
| ------- | ------------------ | ---- | ----- |
| 1       | Bettine Gärtz      | 7,99 | Q     |
| 2       | Grażyna Rabsztyn   | 8,03 | Q     |
| 3       | Marija Mierczuk    | 8,07 | Q,    |
| 4       | Jelena Bisierowa   | 8,20 |       |
| 5       | Michèle Chardonnet | 8,17 |       |
| 6       | Xénia Siska        | 8,18 |       |

### Finał
Opracowano na podstawie materiału źródłowego.
| Miejsce | Zawodniczka      | Czas |
| ------- | ---------------- | ---- |
| 1       | Kerstin Knabe    | 7,98 |
| 2       | Bettine Gärtz    | 8,00 |
| 3       | Jordanka Donkowa | 8,09 |
| 4       | Natalja Pietrowa | 8,16 |
| 5       | Grażyna Rabsztyn | 8,21 |
| 6       | Marija Mierczuk  | 8,64 |